# Карнилијан Беј (Калифорнија)
Карнилијан Беј (енгл. Carnelian Bay) насељено је место без административног статуса у америчкој савезној држави Калифорнија.

## Демографија
По попису из 2010. године број становника је 524.
| Група             | 2000.    | 2010.       |
| Белци             | 0 (0,0%) | 482 (92,0%) |
| Афроамериканци    | 0 (0,0%) | 1 (0,2%)    |
| Азијати           | 0 (0,0%) | 14 (2,7%)   |
| Хиспаноамериканци | 0 (0,0%) | 13 (2,5%)   |
| Укупно            | 0        | 524         |